# 勒特爾施泰因山
47°19′35″N 15°23′9″E / 47.32639°N 15.38583°E

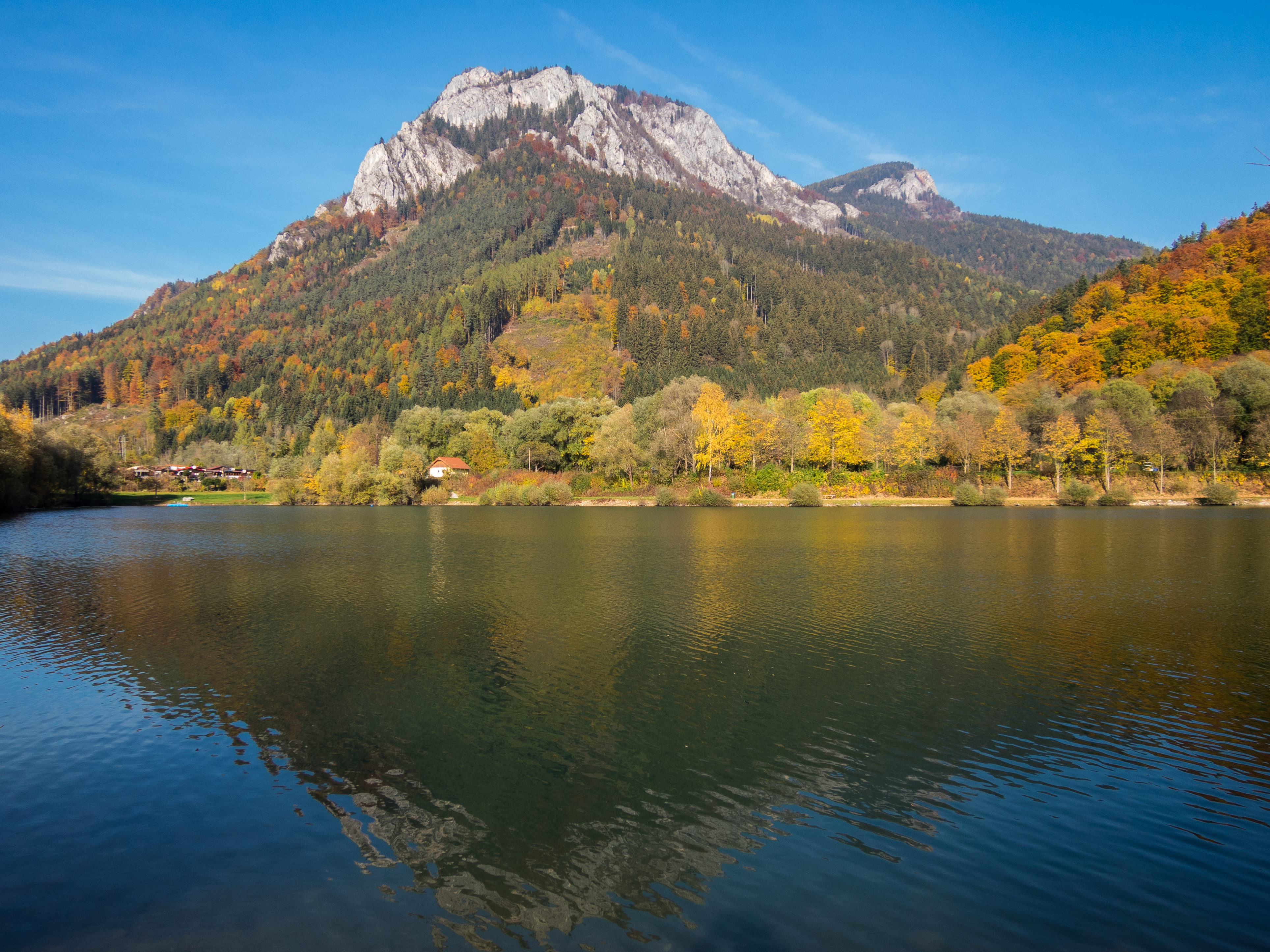

勒特爾施泰因山（德語：Röthelstein），是奧地利的山峰，位於該國東南部，由施泰爾馬克州負責管轄，屬於穆爾以東前阿爾卑斯山脈的一部分，距離羅特萬德山0.8公里，海拔高度1,263米，每年平均降雨量1,671毫米。